# Bisbat de Betlem

La plaça de la basílica de la Nativitat a Betlem.

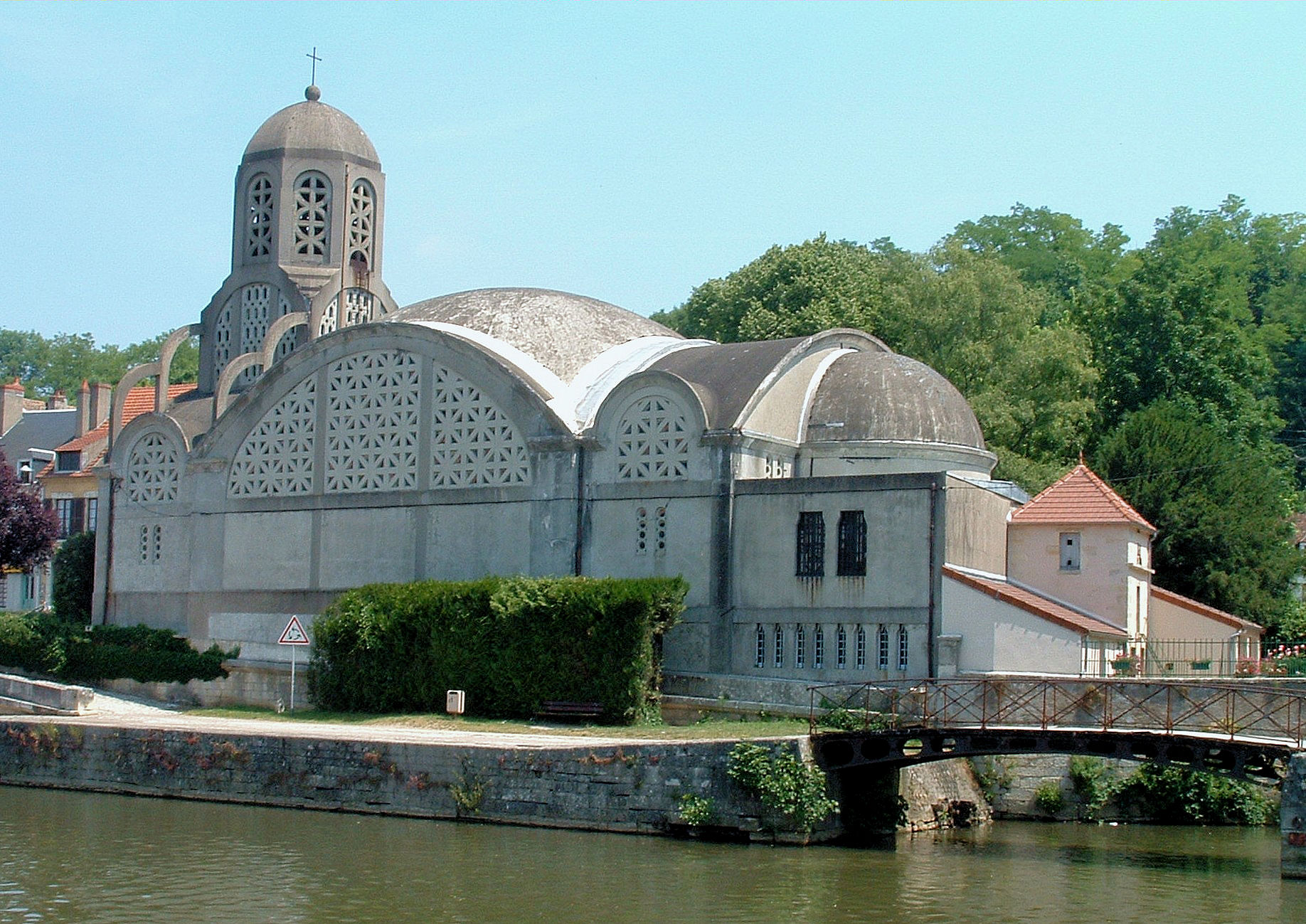
L'església moderna de Notre-Dame-de-Bethléem, construïda el 1926 en record de la presència dels bisbes de Betlem a Clamecy.

El bisbat de Betlem (francès: Diocèse de Bethléem, llatí: Dioecesis Bethleemitana) és una seu de l'Església Catòlica suprimida i titular de l'Església catòlica.

## Història

### La seu de Betlem
El 7 de juny de 1099 Betlem va ser conquerida pels croats, els quals van construir un nou monestir i el claustre pels agustins al nord de la basílica de la Nativitat, al sud erigiren una torre de defensa i l'oest l'episcopi. El clergat ortodox, el qual fins llavors era l'únic que oficiava a la basílica, va ser expulsat de la seva seu i reemplaçat per religiosos llatins.
El dia de Nadal del 1100, Balduí I va ser coronat a Betlem, el primer rei de Jerusalem. Al principi, la basílica va ser confiada a un capítol de canonges regulars de sant Agustí, governats per un prior.
A petició del rei i el patriarca Gibelí, uns anys més tard el Papa Pasqual II va erigir la ciutat als bisbes llatins: entre 1109 i 1110 va ser nomenat com a primer bisbe o Aschétin Anselin, un membre del capítol del Sant Sepulcre de Jerusalem. La diòcesi va ser directament subjecta al patriarcat de Jerusalem. Abans d'aquell temps, Betlem mai havia estat un seu episcopal; per aquesta raó, d'acord amb les tradicions eclesiàstiques d'Orient, la Santa Seu va traslladar a Betlem el títol de l'antiga seu episcopal d'Ascalone.
El 1187, Saladí va reconquerir a Betlem, prenent-la als croats; el clergat llatí es va veure obligat a deixar, autoritzant a l'ortodox-grec a tornar. A mitjans de 1191, el bisbe Randolph (Raoul II) va ser fet presoner per Saladín i va morir a la presó l'any següent. El 1192 el sultà va consentir el restabliment del culte llatí amb la presència de dos sacerdots i dos diaques llatins; però, l'economia de Betlem va patir la dràstica reducció dels pelegrins d'Europa.
En 1229 Betlem - juntament amb Jerusalem, Natzaret i Sidó - va tornar breument al Regne de Jerusalem en virtut d'un tractat entre l'emperador Frederic II i el sultà ayúbida al-Malik al-Kamil, a canvi de deu anys de treva entre els Ayyubids i els croats. Belén va ser reconquerida pels musulmans el 1244, després de l'expiració del tractat el 1239.
El 1250, amb l'arribada al poder dels mamelucs sota Bàybars I, la tolerància cap als cristians va minvar; el clergat va abandonar la ciutat, els murs de la qual van ser derruïts el 1263. El clergat llatí va tornar a Betlem el segle següent i es va instal·lar al monestir adjacent a la basílica de la Nativitat. Els ortodoxos grecs tenien el control de la basílica i el control compartit de la Gruta de la llet amb els llatins i els armenis.
Després de la caiguda de Sant Joan d'Acre i el final dels Estats croats a l'Orient Mitjà (1291), tots els bisbes llatins refugiats en aquesta ciutat, entre ells el de Betlem, va haver de tornar a Europa.

### El trasllat a França
Entre les diverses possessions europees de propietat del bisbe de Betlem, hi va haver alguns béns al voltant de Clamecy, a Borgonya, al comtat de Nevers. De fet, el 1168 el croat Guillem IV, comte de Nevers, que va morir a Betlem, llegà als bisbes de Betlem aquests béns, per servir com a lloc de refugi si Betlem caigués en mans dels musulmans. El 1224, el bisbe Rainier, durant un viatge a França, es va fer càrrec de la propietat amb el consentiment de la comtessa Mahaut de Nevers.
Els bisbes de Betlem no van residir sempre a Clamecy a causa de la seva particular situació jurídica. Molts d'ells es van convertir en coadjutors d'Altri bisbes del regne o vicaris generals. Aquesta última funció va ser duta a terme pels bisbes Wulfran d'Abbeville per a l'arxidiòcesi de Rouen, Aimard de La Roche per a la diòcesi de Ginebra, Bertrand Albergey per a la diòcesi de Mende. Molts dels bisbes del segle XV eren bisbes coadjutors: Buisson a Autun, Pilory a Amiens, Albergey a Clermont, Leonard a Lieja, Philibert de Beaujeu a Auxerre.
L'últim bisbe de Betlem que s'establí a Terra Santa probablement va ser Guillaume († 1346 o 1347), que va gastar molta energia per recaptar fons per a la restauració de la Basílica de la Nativitat de Betlem; segons Riant, podria haver arribat a la seva seu a Orient, on hauria mort.
El rei de França, Carles VI, el 9 de febrer 1413, concedí als bisbes de Betlem dels mateixos drets i els mateixos privilegis que gaudeixen els altres bisbes francesos, però el clergat francès es va posar en contra d'aquesta i van fer que el títol el bisbe de Betlem sempre fos considerat bisbe in partibus infidelium. Eren nomenats pel rei i canònicament establerts pel papa, com va ser el cas, d'acord amb la Pragmàtica Sanció de Bourges de 1438 i amb el posterior Concordat de Bolonya de 1516 pels bisbes i superiors religiosos.
Els bisbes de Betlem van establir permanentment la seva residència a Clamecy. Exercien sobre un territori molt petit, constituït pel suburbi de Panthenor a Clamecy, d'un hospici (hôpital o maison-Dieu) i una capella dedicada a la Mare de Déu, la totalitat de les seves funcions episcopals, malgrat el fet que el bisbe d'Auxerre va negar rotundament el seu dret a fer-ho, per exemple, quan el tema va ser discutit en l'Assemblea general del clergat de França 27 d'agost de 1770 i quan el Parlament expressà una opinió contrària el 22 de febrer de 1674. De fet, no va ser en rares ocasions, en l'exercici dels seus suposats drets, que van entrar en conflicte amb els bisbes de les diòcesis veïnes, especialment amb el d'Auxerre, que va desafiar la seva jurisdicció espiritual i sobretot els beneficis i els ingressos dels quals eren guardians. Aquesta situació de conflicte va durar fins al final del segle xviii, és a dir, fins a la Revolució francesa i la pèrdua de la possessió en Clamecy.
Durant l'episcopat d'Arnaud de Llimona (1436-1457) la capella de Notre-Dame va ser restaurada i equipada amb un capítol de canonges .
Després del concordat de 1516, que va donar al rei el dret a presentar a la Santa Seu, els bisbes i superiors religiosos, el rei va concedir als ducs de Nevers, subjecte a l'aprovació del rei, l'exercici de potència d'aquest dret pel que feia als bisbes de Betlem.
Per tant, el breu Apostolatus officium del 17 d'agost de 1524, el papa Climent VII conferí, a petició de la comtessa de Nevers, al monjo Philibert de Beaujeu «l'episcopat in partibus de Betlem, que està unida, annexa i va incorporar l'església anomenada Nostra Senyora de Betlem-lez-Clamecy, immediatament subjecta a la Santa seu» i li va ordenar anar «a l'esmentada església de Betlem, i residir-hi personalment i de no poder exercir els ritus pontificis fora de la seva ciutat i la diòcesi». De la mateixa manera, el 1560 el Pius V, en conferir la investidura canònica com a bisbe electe, li va dir que l'hospici "Santa Maria de Betlem" a la ciutat de Clamecy es va unir a perpetuïtat a l'Església de Betlem in partibus infidelium.
A la segona meitat del segle xvi, tots els bisbes nomenats pels ducs de Nevers no van ser confirmats per la Santa Seu i, per tant, no van rebre la consagració episcopal, limitant-se a administrar els béns dels ingressos episcopals. De fet, la seu de Betlem va romandre vacant durant tot aquest període.
La seu episcopal de Betlem, considerada com a sufragània de l'arxidiòcesi de Sens, classificació que no va impedir la classificació del bisbe com a bisbe in partibus sense cap jurisdicció episcopal fins i tot a la zona on havia pres asil, va quedar suprimida després del concordat amb la butlla Qui Christi Domini de Pius VII del 29 de novembre de 1801.

### La seu titular
Amb el cisma d'Occident (des de 1378), els papes de Roma van començar a nomenar bisbes de Betlem en competició amb els francesos, designats pels papes d'Avinyó. Els bisbes «italians», però, mai no podrien prendre possessió de la seu francesa i havien d'acontentar-se rebre els ingressos dels beneficis que tenien els bisbes de Betlem a Itàlia. Un cop recompost el cisma (1417), el nombre de bisbes in partibus italians no va ser suspesa, com va ser el cas de tots els altres destinacions amb el doble (i de vegades triple) l'obediència, sinó que va continuar fins al final del segle xvi.
Després de la supressió de la diòcesi de Betlem a Clamecy del 3 de juliol de 1840, amb el breu In amplissimo del papa Gregori XVI, els abats de San Maurizio d'Agauno a Suïssa se'ls permeté portar a perpetuïtat el títol de bisbes de Betlem: quan el Papa va nomenava abat, el mateix bisbe titular també rebia el títol de bisbe titular de Betlem. Per tant, no va ser fins al 1970, quan el papa nomenat Henri Salina, C.R.A., abat i sense caràcter episcopal i el títol va quedar en l'abat emèrit Lois-Séverin Haller, fins a la seva mort el 1987; a continuació, quan el Gregori XVI va concedir la dignitat Salina la dignitat episcopal el 1991, no li va donar la seu de Betlem, sinó la de Muntanya de Mauritània. Els dos darrers abats, Joseph Roduit i l'actual, Jean César Scarcella, no tenen caràcter episcopal.
Per tant, el títol no ha tornat a ser assignat i està vacant des del 17 de juliol de 1987.

## Cronologia episcopal

### Bisbes de Betlem
- Aschétin o Anselin I † (1109 o abans del 24 de març de 1110 - després del 2 de maig de 1125)[20]
- Anselme o Anselin II † (abans de març de 1128 - després del 12 d'agost de 1145)[21]
- Gérard I (o Gérald o Giraud) † (abans de maig de 1148 - després del 19 d'agost de 1153)[22]
- Raoul I (o Ralph o Raulinet) † (1155[23] - després del 14 de febrer de 1174 mort)[24]
  - Sede vacante (1174-1176)
- Albert † (1176[25] - abans d'octubre de 1186 mort)[26]
- Raoul II (o Randolph) † (abans del 21 d'octubre de 1186 - 1192 mort)[27]
- Anonimo † (abans del 5 d'agost de 1196 - vers novembre de-de desembre de 1202 mort)[28]
- Pierre I † (abans de gener de 1203 - 14 d'abril de 1205 mort)[29]
- Tommaso † (abans del 1207 - ?)[30]
  - Pierre † (1210 - 1211 renuncià) (intrús)[31]
- Rainiero, O.Cist. † (1210 - després del 21 d'agost de 1227)[32]
- Anonimo † (citat el 18 de febrer de 1233)[33]
- Giovanni Romano † (1238 o 1239 - vers 1244 deposat)[34]
- Goffredo de' Prefetti † (24 de gener de 1245 - després del 23 de juliol de 1251 mort)[35]
- Tommaso Agni da Lentini, O.P., † (10 de setembre de 1255[36] - 18 d'abril de 1267 nomenat bisbe de Cosenza)[37]
- Gélhard (o Gaillard) d'Oursault, O.P. † (28 de setembre de 1267 - 1279 mort)
- Hugues de Tours (o Ugo de Curcis),[38] O.P. † (3 d'octubre de 1279 - vers 1298 mort)[39]

### Bisbes de Betlem després del 1291
- Pierre de Saint Maixant ?, O.P. † (? - vers 1300 mort)[40]
- Wulfran d'Abbeville, O.P. † (29 de desembre de 1303 – finals de juliol de 1329 mort)[41]
- Guillaume, O.P. † (20 d'abril de 1331 - vers 1346 o 1347 mort)
- Pietro, O.P. † (5 de novembre de 1347 - després del 21 de juliol de 1355 mort)[42]
- Ilario Corrado, O.P. † (? - 15 de juny de 1356 nomenat bisbe de Malta)
- Durand de Sauzet, O.F.M. † (15 de juny de 1356 - 1363 mort)
- Aimard (Adhémar) Fabri de La Roche, O.P. † (13 de novembre de 1363 - 10 de novembre de 1378 nomenat bisbe de Saint-Paul-Trois-Châteaux)[43]

### Bisbes de Betlem a Clamecy
- Obediència avinyonesa i pisana:
  - Guillaume de Vallan, O.P. † (13 de juliol de 1379 - 2 de desembre de 1388 nomenat bisbe d'Évreux)
  - Guillaume Martelet † (2 de desembre de 1388 - després del 23 de maig de 1402 mort)[44]
  - Gérard de Gisors, O.Carm. † (28 d'agost de 1402 - 1403 mort)
  - Jean Lami (o Amici), O.F.M. † (30 de juliol de 1403 - 27 de febrer de 1408 nomenat bisbe de Sarlat)
  - Gérard † (27 de febrer de 1408 - 1410 mort)
  - Michel le Doyen, O.F.M. † (15 de juliol de 1411 - ? mort)
  - Jean Marchand, O.P. † (19 de setembre de 1412 - 11 de desembre de 1422 mort)
- Obediència romana:[45]
  - Giuliano † (vers 1379 - 1380 renuncià)[46]
  - Giovanni Salvuzzi de Fucecchio, O.F.M. † (29 d'octubre de 1380 - 9 d'octubre de 1383 nomenat bisbe de Lucca)
  - William Bottlesham † (1383 - 2 de desembre de 1385 nomenat bisbe de Llandaff)
  - Lanfranco de Genova † (12 de desembre de 1385 - després del 1409)[47]
- Laurent Pignon, O.P. † (5 de març de 1423 - 1428 nomenat bisbe de Soissons)[48]
- Jean de La Roche, O.F.M. † (3 de desembre de 1428 - 19 de setembre de 1433 nomenat bisbe de Cavaillon)
- Dominique, O.F.M. † (24 de setembre de 1433 - 1436 mort)
- Arnaud-Guillaume de Limone, O.Carm. † (26 de novembre de 1436 - 1457 mort)
- Étienne Pilerand, O.F.M. † (7 d'octubre de 1457 - 1463)
- Antoine Buisson, O.Carm. † (8 d'octubre de 1463 - vers 1477 mort)
- Jean Pilory Bilar, O.P. † (18 de setembre de 1477 - després del 7 d'octubre de 1482)
- Bertrand Albergey (o d'Albigey), O.F.M. † (vers 1483[49] - després del 6 de març de 1486)
- Hubert Léonard (Liénard), O.Carm. † (6 de juliol de 1489 - 3 de desembre de 1492 nomenat bisbe titular de Dara)
- Jacques Héméré † (3 de desembre de 1492 - ? mort)[50]
- Jean L'Apôtre, O.E.S.A. † (22 de febrer de 1497 - 1498 mort).[51]
- Antoine Coinel (o de Crenel) † (23 d'agost de 1499 - 1512 renuncià)
- Martin Bailleux dit Le Doux, O.F.M. † (22 de juny de 1513 - 1524 mort)
- Philibert de Beaujeu le Doux, O.S.B. † (17 d'agost de 1524 – després de l'11 de juliol de 1555 mort)
  - Dominique Flelin (Philélin) † (10 de febrer de 1556 - 1558 renuncià) (bisbe electe)
- Urbain Reversy † (4 de setembre de 1560 - 1560 mort)[52]
  - Antoine Trusson, O.E.S.A. † (5 de desembre de 1560 - 1568 renuncià) (bisbe electe)
  - Charles Bourbonnat, O.E.S.A. † (10 de setembre de 1568 - 1583 mort) (bisbe electe)
  - Siméon Jourdain, O.E.S.A. † (abans del 22 d'agost de 1583 - vers 1587 mort) (bisbe electe)
  - Sede vacante (1588-1605)
- Louis de Cléves, O.Clun. † (3 d'agost de 1605 - 22 de març de 1609 mort)[53]
- Jean de Cléves, C.R.S.A. † (2 de maig de 1611 - 9 d'octubre de 1619 mort)[54]
  - Sede vacante (1619-1623)
- André de Sauzay † (23 d'octubre de 1623 - 3 d'abril de 1644 mort)
- Jean-Baptiste de Bontemps † (12 d'abril de 1644 - 19 de juny de 1650 mort)
- Christophe d'Autier de Sisgau, O.S.B. † (27 de febrer de 1651 - octubre de 1663 renuncià)
- François de Batailler † (28 d'abril de 1664 - 20 de juny de 1701 mort)
  - Sede vacante (1701-1713)
- Chérubin-Louis Le Bel, O.F.M.Rec. † (11 de desembre de 1713 - 8 d'octubre de 1738 mort)[55]
- Louis-Bernard La Taste, O.S.B. † (23 de febrer de 1739 - 22 d'abril de 1754 mort)
- Charles-Marie de Quélen † (16 de desembre de 1754 - 21 d'abril de 1777 mort)
- François Camille Duranti-Lironcourt † (30 de març de 1778 - 1801 mort)[56]
  - Seu suprimida

### Bisbes titulars
- Giovanni Berratino † (19 de setembre de 1462 - ?)[57]
- Fabrizio † (? mort)
- Francesco de Carralaris o de Cavalleriis † (1 de juny de 1468 - després del 28 d'abril de 1471 mort)
- Cristoforo Amici † (1 de febrer de 1473 - 18 de juliol de 1500 renuncià)
- Matteo † (21 de novembre de 1506 - després del 14 de juny de 1511)
- Gaspare Antonio del Monte † (20 d'abril de 1517 - 21 d'agost de 1517 nomenat bisbe de Civitate)
- Cristoforo Guidalotti Ciocchi del Monte † (21 d'agost de 1517 - 10 de febrer de 1525 nomenat bisbe de Cagli)
- Tommaso Albizzi † (10 de febrer de 1525 - 1527 mort)
- Leonardo da Vercelli, O.E.S.A. † (citat el 1534)
- Luís Soler † (28 d'abril de 1536 - ?)
- Cristóbal d'Arguellada † (4 de juliol de 1550 - després del 1572)[58]
- Mario Bellomo † (23 de setembre de 1585 - 1593 mort)[59]
- Vincenzo Malatesta † (20 de novembre de 1595 - 2 de maig de 1603 mort)[60]
- Etienne-Barthélemy Bagnoud, C.R.A. † (3 de juliol de 1840 - 2 de novembre de 1888 mort)
- Joseph Paccolat, C.R.A. † (5 de febrer de 1889 - 6 d'abril de 1909 mort)
- Joseph-Emile Abbet, C.R.A. † (24 de juliol de 1909 - 3 d'agost de 1914 mort)
- Joseph-Tobie Mariétan, C.R.A. † (15 d'octubre de 1914 - 8 de febrer de 1931 nomenat bisbe titular de Agatopoli)
- Bernard Alexis Burquier, C.R.A. † (18 d'agost de 1932 - 30 de març de 1943 mort)
- Louis-Séverin Haller, C.R.A. † (26 de juny de 1943 - 17 de juliol de 1987 mort)